# Chiampo
Chiampo es un municipio italiano de 12.799 habitantes de la provincia de Vicenza (región de Véneto).

## Demografía
| Gráfica de evolución demográfica de Chiampo entre 1861 y 2001 |
|                                                               |
| fuente ISTAT - elaboración gráfica a cargo de Wikipedia       |